# Síndrome de Felty
A síndrome de Felty é um transtorno caracterizado pela combinação de artrite reumatóide, esplenomegalia e neutropenia. Essa associação ocorre geralmente numa fase mais tardia de uma artrite reumatoide destrutiva, em que podem ser encontrados altos títulos de fator reumatóide. Em alguns casos, a pessoa acometida pode apresentar também hepatomegalia, anemia, trombocitopenia, febre e linfonodomegalia.
A neutropenia pode ser importante e é explicada pelo hiperesplenismo, associado à destruição de neutrófilos.
Grandes linfócitos granulares podem atacar os percursores medulares dos neutrófilos 